# Gymnema
Gymnema A gymnema sylvestre é uma planta da família Asclepiadaceae, natural das florestas tropicais das áreas central e sul da Índia e também na África. Seu uso já fora descrito, como diurético adstringente, tônica, estimulante cardíaca, circulatório e urinário, entre outras.
Pesquisas mais específicas, no entanto, demonstraram que as folhas da Gymnema silvestre, possuem entre outras substâncias, o ácido Gimnêmico, farmacologicamente ativo, responsável pelas propriedades hipoglicemiantes, antidiabéticas e adaptogêníca da planta. A Gymnema silvestre é, portanto, capaz de reduzir a concentração de glicose, mediada por estímulo direto à liberação de Insulina, ou estímulo de um ou mais hormônios entéricos, responsáveis pelos sinais Insulinogênicos, promovendo assim, conseqüente liberação de insulina.
Como resultado da atividade insulinotrópica da Gymnema silvestre, haja um aumento da atividade de enzimas insulino-dependentes, favorecendo a predominância do processo de glicólise sobre a gliconeogênese (formação de glicano ou glicogênio a partir de substratos que não são carboidratos).
E ainda, através de sua propriedade adaptogênica, promove-se a homeostase da glicose sanguínea, pelo aumento dos níveis de insulina sérica, por regeneração/reparo das células beta das ilhotas de Langerhans no pâncreas, responsáveis pela produção e secreção interna de insulina.
O desequilíbrio de metabolismo de açucares e gorduras do organismo, que ocorre no diabetes devido à baixa performance da insulina, é um dos principais mecanismos que resultam na polifagia (descrita na diabetes), bem como na deposição excessiva de gordura no organismo.
A Gymnema silvestre é indicada como um nutriente auxiliar em Indivíduos obesos, particularmente aqueles que desenvolveram a diabetes tipo II. Melhorando a sensibilidade do organismo à insulina e corrigindo a resistência a insulina, a Gymnema silvestre pode reduzir a gordura corporal e aumentar a termogênese, mecanismo auxiliar na perda do excesso de peso. Além disso, o efeito insulinatrópico da Gymnema, pode levar a um efeito redutor do apetite, incluindo a diminuição do apetite por doces.
Gymnema silvestre é, portanto, indicado como adjuvante no controle da obesidade e manifestações decorrentes, na regulação dos metabolismos de açúcares e gorduras do organismo. Também tem importância na terapia da diabetes, auxiliando no retardo das complicações secundárias ligadas à mesma.